# 기와정
기와정(紀和町)은 미에현 미나미무로군에 설치되었던 촌이다. 미에현 남부에 위치하였고, 히가시키슈 지역에 포함됐었다. 2005년 11월 1일에 구마노시와 신설 합병해 새로운 구마노시가 성립해, 기와정은 폐지되었다.

## 역사
- 1955년 3월 1일 - 가미카와촌, 이루카촌, 니시야마촌이 합병해 성립하였다.
- 2005년 11월 1일 - 구마노시와 합병해 새로운 구마노시가 성립하였다. 동일 기와정은 폐지되었다.

## 인구
자료는 국제조사에서 발취함。
| 1955년 | 9,696명 |  |
| 1960년 | 8,564명 |  |
| 1965년 | 6,557명 |  |
| 1970년 | 4,177명 |  |
| 1975년 | 3,614명 |  |
| 1980년 | 2,658명 |  |
| 1985년 | 2,351명 |  |
| 1990년 | 2,065명 |  |
| 1995년 | 1,810명 |  |
| 2000년 | 1,742명 |  |
| 2005년 | 1,623명 |  |

## 행정
- 정장 : 시모카와 가쓰조 (下川勝三)

## 교통

### 철도
- 정내에 통상적인 철도 노선은 없다. 유노구치 온천에 과거 광산 철도를 이용한 도롯코 열차가 달리고 있다.

### 도로
- 국도 제311호선 (일본)(일본어판)